# Мил Крик (Вашингтон)
Мил Крик (енгл. Mill Creek) град је у америчкој савезној држави Вашингтон. По попису становништва из 2010. у њему је живело 18.244 становника.

## Демографија
Према попису становништва из 2010. у граду је живело 18.244 становника, што је 6.719 (58,3%) становника више него 2000. године.
| Група             | 2000.         | 2010.          |
| Белци             | 9.184 (79,7%) | 12.922 (70,8%) |
| Афроамериканци    | 163 (1,4%)    | 396 (2,2%)     |
| Азијати           | 1.457 (12,6%) | 3.046 (16,7%)  |
| Хиспаноамериканци | 375 (3,3%)    | 1.026 (5,6%)   |
| Укупно            | 11.525        | 18.244         |